# Jagdstaffel 58
A Jagdstaffel 58, conhecida também por Jasta 58, foi um esquadra de aeronaves da Luftstreitkräfte, o braço aéreo das forças armadas alemãs durante a Primeira Guerra Mundial. A esquadra abateu no total 24 aeronaves inimigas.